# Longitarsus absynthii
Longitarsus absynthii  (лат.) — вид листоедов (Chrysomelidae) из подсемейства козявок (Galerucinae). 

## Распространение
Распространён в западной части Палеарктического региона.

## Экология
Взрослые жуки и их личинки питаются листьями полыни приморской (Artemisia maritima =Seriphidium maritimum).